# Kanadyjskie Zachodnie Wybrzeże
Zachodnie Wybrzeże (British Columbia Coast) – region geograficzny i kulturowy w Kanadzie pokrywający się z granicami prowincji Kolumbia Brytyjska. Geograficznie obejmuje kanadyjskie wybrzeże Oceanu Spokojnego oraz zachodnie stoki Gór Skalistych. Region ten charakteryzuje się względnie łagodnym klimatem. Choć Kolumbia Brytyjska dołączyła się do Konfederacji Kanady w 1870 r., to do czasów współczesnych zachowała swój odmienny charakter uwarunkowany położeniem, gospodarką, składem etnicznym i przeszłością historyczną.